# Hole or Hollow Water 10
Hole or Hollow Water 10 är ett reservat i Kanada.   Det ligger i provinsen Manitoba, i den sydöstra delen av landet, 1 600 km väster om huvudstaden Ottawa.
I omgivningarna runt Hole or Hollow Water 10 växer i huvudsak blandskog. Runt Hole or Hollow Water 10 är det mycket glesbefolkat, med 4 invånare per kvadratkilometer.